# 2018-as tajvani földrengés
2018. február 6-án Tajvanon helyi idő szerint 23:50-kor 6,5-es erősségű földrengés történt, melynek epicentruma Hualien megye partjainál volt. A halálos áldozatok száma meghaladja a tizenkettőt, a sérültek száma több mint 250. Kétszáz háztartásban megszűnt az áramszolgáltatás, 35 ezer lakás ivóvíz nélkül maradt.

## Fordítás
- Ez a szócikk részben vagy egészben  a(z)   2018 Hualien earthquake című angol Wikipédia-szócikk ezen változatának fordításán alapul.  Az eredeti cikk szerkesztőit annak laptörténete sorolja fel. Ez a jelzés csupán a megfogalmazás eredetét és a szerzői jogokat jelzi, nem szolgál a cikkben szereplő információk forrásmegjelöléseként.